# Highest 2 Lowest
Pour plus de détails, voir Fiche technique et Distribution.
Highest 2 Lowest est un film américain réalisé par Spike Lee et sorti en 2025. Il s'agit d'une adaptation du roman Rançon sur un thème mineur d'Ed McBain, déjà porté à l'écran par Akira Kurosawa dans Entre le ciel et l'enfer sorti en 1963.
Il est présenté en avant-première au festival de Cannes 2025, hors compétition. Il connaitra une sortie en salles aux États-Unis, avant sa diffusion mondiale sur Apple TV+.

## Synopsis
New York. David King, un magnat de la musique est la cible d'une rançon, après l'enlèvement de l'un des membres de sa famille. Il se retrouve confronté à un dilemme moral de vie ou de mort. La vie de cette famille riche, ainsi que celle de son chauffeur, va être bouleversée.

## Fiche technique
Sauf indication contraire, les informations mentionnées dans cette section peuvent être confirmées par la base de données cinématographiques IMDb,  présente dans la section « Liens externes ».
- Titre original : Highest 2 Lowest
- Titre de travail : High and Low
- Réalisation : Spike Lee
- Scénario : William Alan Fox, d'après le roman Rançon sur un thème mineur d'Ed McBain
- Musique : Howard Drossin (en)
- Décors : Mark Friedberg
- Costumes : Francine Jamison-Tanchuck
- Photographie : Matthew Libatique
- Montage : Barry Alexander Brown et Allyson C. Johnson
- Production : Jason Michael Berman et Todd Black

Producteurs délégués : Chris Brigham, Peter Guber, Spike Lee, Matthew Lindner et Katia Washington
Coproducteur : Jordan Moldo
- Sociétés de production : A24, Apple Studios, Mandalay Pictures, Escape Artists, 40 Acres & A Mule Filmworks et Juniper Productions
- Sociétés de distribution : A24 (États-Unis), Apple TV+ (monde)
- Budget : N/A
- Pays de production :  États-Unis
- Langue originale : anglais
- Format : couleur
- Genre : thriller, drame
- Durée : 133 minutes
- Dates de sortie[2] :
  - France : 19 mai 2025 (festival de Cannes - hors compétition)
  - États-Unis : 15 août 2025 (en salles)
  - Monde : 5 septembre 2025 (Apple TV+) Date sujette à modification

## Distribution
- Denzel Washington : David King
- Ilfenesh Hadera : Pam King
- Jeffrey Wright : Paul Christopher
- Ice Spice : Marisol Cepeda
- ASAP Rocky : Yung Felony
- Dean Winters : l'inspecteur Higgins
- John Douglas Thompson : l'inspecteur Earl Bridges
- LaChanze : l'inspecteur Bell
- Aubrey Joseph : Trey King
- Michael Potts : Patrick Bethea
- Wendell Pierce : Gabe

## Production

### Genèse et développement
En février 2024, le film est annoncé en développement par A24, Escape Artists et Mandalay Pictures avec un script écrit par Alan Fox et Spike Lee. Ce dernier est par ailleurs annoncé à la réalisation, avec notamment Todd Black (en) d'Escape Artists et Jason Michael Berman (en) de Mandalay Pictures à la production. Spike Lee participe également à la production via sa société 40 Acres & A Mule Filmworks.

### Attribution des rôles
La participation de Denzel Washington est annoncée en février 2024. Il retrouve Spike Lee pour la cinquième fois après Mo' Better Blues (1990), Malcolm X (1993), He Got Game (2000) et Inside Man : L'Homme de l'intérieur (2006).
Ilfenesh Hadera et Jeffrey Wright rejoignent le film en mars 2024,.

### Tournage
Le tournage débute le 4 mars 2024 à New York.

## Sortie et accueil

### Dates de sortie
En avril 2025, Thierry Frémaux confirme que le film sera présenté hors compétition au festival de Cannes 2025. Le film est présenté sur La Croisette le 19 mai 2025.
Le film sera ensuite distribué dans les salles américaines par A24 en août 2025, avant sa diffusion mondiale sur Apple TV+,.

### Critique
Lors de sa présentation à Cannes, Lucille Commeaux de France Culture commente le film vertement : « Alors c’est vraiment un naufrage complet que ce film de Spike Lee... je me suis demandée ce que venait faire ce machin sur un grand écran, et un grand écran aussi prestigieux que celui du Palais : monté à la truelle, avec une image de sitcom, un son pas mixé (un aboiement de chien à fait sursauter toute la partie droite de l’amphithéâtre, dont j’étais - il faut dire que peut-être tout le monde dormait à ce stade), une musique omniprésente de sous-mélo télévisuel, et une intrigue d’une pauvreté affligeante... »

## Distinctions

### Sélections
- Festival de Cannes 2025 : hors compétition